# Calegari

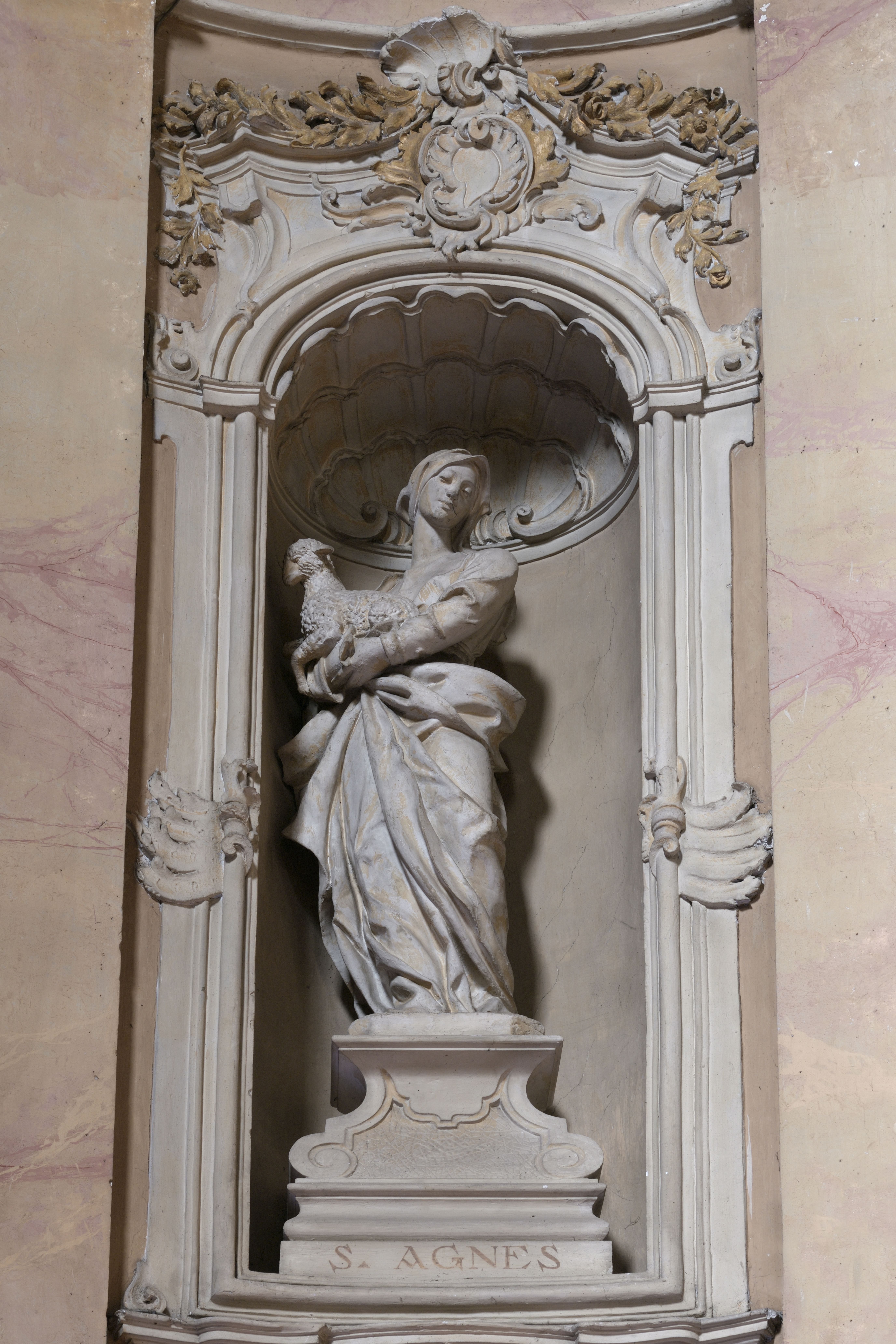
Statua di Santa Agnese dei Calegari nella chiesa parrocchiale di San Felice del Benaco sul lago di Garda

I Calegari o Callegari sono stati un'importante famiglia di scultori a Brescia e nei territori attigui dalla seconda metà del Seicento alla fine del Settecento.
Ai vari componenti della famiglia sono attribuibili innumerevoli opere, soprattutto statue ed elementi decorativi in chiese e palazzi della città e dei dintorni, fino a Manerbio, Chiari e a volte anche a Bergamo. La loro arte barocca si sostituisce man mano, dalla fine del Seicento, a quella di carattere rinascimentale dei loro "predecessori", i Carra, diventando nel Settecento i veri e propri "scultori della città" di Brescia. Si distinguono solitamente quattro membri fondamentali:
- Santo Calegari il Vecchio, "capostipite" della tradizione di famiglia,
- Antonio e Alessandro Calegari, suoi figli
- Santo Calegari il Giovane, figlio di Antonio.

A questi, comunque, sono da aggiungere altri nomi, meno noti, come Luca Calegari e Gelfino Calegari, più altri ancora quasi del tutto sconosciuti, così come poco note sono le loro opere, solitamente sparse in città e in altri luoghi sotto forma di statue, ornamenti, balaustre e stucchi, spesso di scarso o poco rilevante valore.
Numerose opere dei Calegari oggi non esistono più o, perlomeno, sono andate disperse: siccome la maggior parte dei loro lavori, come comunque quelli di ogni scultore dell'epoca, riguardava soprattutto la realizzazione di ornamenti e sculture per chiese ed edifici religiosi, in epoca neoclassica questi ultimi furono interessati da numerosi, spesso anche radicali rifacimenti, subendo a volte vere e proprie "epurazioni" dal disordinato e ambiguo gusto barocco, con conseguente distruzione o dispersione delle opere al loro interno. Attualmente, comunque, si conserva ancora una notevole quantità di lavori, che spaziano da elementi di bassa rilevanza a veri e propri capolavori. Il membro in assoluto più conosciuto della famiglia è Antonio Calegari, autore di importanti opere d'arte, il cui operato rimarrà come vero simbolo del barocco bresciano settecentesco in ambito scultoreo.

## Santo Calegari il Vecchio

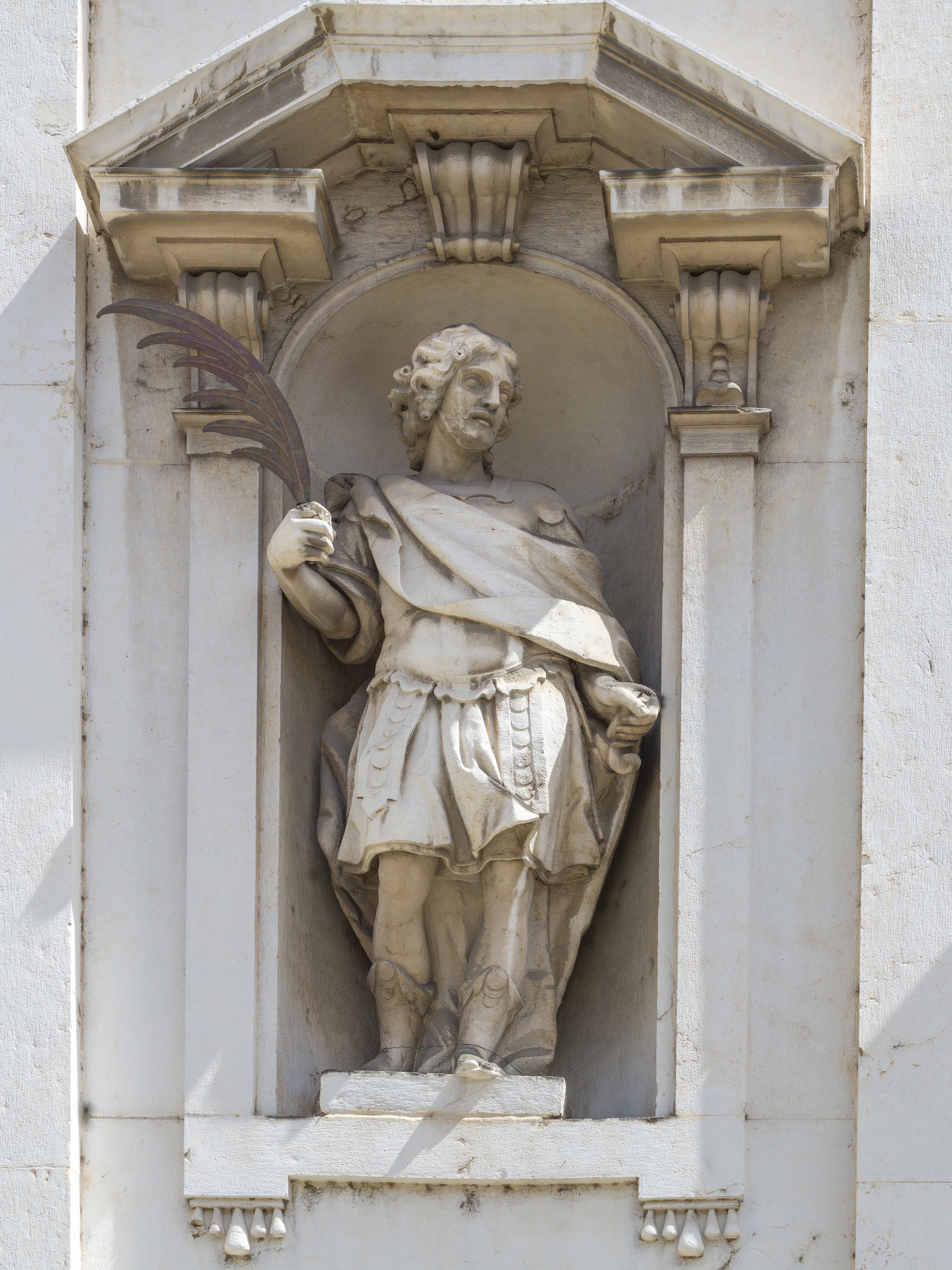
Brescia, San Faustino maggiore, statua di San Giovita di Sante Calegari il Vecchio

Nato a Brescia nel 1662 e qui morto nel 1717, è il "capostipite" della tradizione di famiglia, colui che per primo si distacca dallo stile rinascimentale degli scultori Carra. Si forma artisticamente a Roma nella bottega di un allievo di Alessandro Algardi, importante scultore della Roma berniniana seicentesca, portando nell'arte della Brescia rinascimentale i primi atteggiamenti di mobilità e vivacità delle opere. I suoi lavori sono spesso un poco grossolani, a volte con particolari esagerati, ma nello spirito complessivo si nota già una direzione differente da quella rinascimentale, ormai ben assodata. Le forme sono talvolta agili nei movimenti e molti putti, sebbene ancora modellati con un senso di gravezza, sono mirati a godere di morbidezze e fluidità mai pensate prima. A Santo Calegari il Vecchio è riconducibile uno scarso numero di opere, spesso a lui attribuite solo per tradizione, molte delle quali oggi anche perdute poiché, come detto in partenza, rimosse in epoca neoclassica:
- Il bassorilievo raffigurante il martirio dei Santi Faustino e Giovita sulla facciata della chiesa a loro dedicata in città. Sulla stessa facciata, sono sue anche le statue dei due santi ai lati del portale d'ingresso. All'interno della chiesa, sono opera sua anche i putti sull'altare della Natività.
- Un ornamento in stucco, alcuni cherubini e sei putti reggenti cartigli nella cappella di San Rocco nella chiesa di San Giuseppe (perduti).
- Medaglie e statue in marmo di Carrara sul parapetto della cappella dedicata a Santa Maria Maddalena de' Pazzi, nella chiesa di Santa Maria del Carmine (perdute).
- Alcune statue in legno per l'altare maggiore della chiesa di Santa Caterina (demolita senza conservare le decorazioni interne).
- Una statua raffigurante la Carità[1] nella cappella del Santissimo Sacramento e le statue in legno degli Evangelisti nel coro nella chiesa di Sant'Agata. In queste ultime è riscontrabile l'aiuto dei figli.
- Le statue di Marte e Pallade in coronamento alla facciata di palazzo Martinengo Palatini in Piazza del Mercato.
- Alcuni putti in legno per l'altare maggiore della chiesa di Santa Croce (perduti)
- Una statua in legno della Vergine, i putti del basamento della statua stessa e un angelo in marmo per l'altare maggiore della chiesa di San Domenico (demolita, disperse le opere interne).
- La statuetta in marmo della Vergine in cima alla fontana del chiostro della chiesa di Santa Maria delle Grazie.

## Antonio Calegari
Figlio di Santo Calegari il Vecchio è il membro più noto e rappresentativo della famiglia di scultori, la cui opera rimane simbolo del barocco bresciano settecentesco in ambito scultoreo.

## Alessandro Callegari
Fratello di Antonio, nasce a Brescia nei primi anni del Settecento e qui muore nel 1765 circa.

## Santo Calegari il Giovane
Nato a Brescia nel 1722 e qui morto nel 1781, figlio di Antonio. Della sua formazione si sa molto poco e si conoscono solo alcune opere:
- Le grandi sculture nei pennacchi della cupola del Duomo nuovo raffiguranti gli Evangelisti Giovanni e Luca.
- Le statue di San Giacomo Maggiore e San Giacomo Minore per il terzo altare destro e quelle dei Santi Pietro e Paolo ai lati della cappella del Crocifisso nel Duomo di Bergamo, tutte in marmo di Carrara, da Santo Calegari solo abbozzate e finite da Gelfino Calegari.
- Statue di Mosè e Davide ai lati della cappella del Crocifisso e di Aronne e Melchisedec per l'altare del Sacramento per la parrocchiale di Palazzolo sull'Oglio. In sommità ai vari altari, nei timpani, sono di Santo in collaborazione con Gelfino le raffigurazioni delle virtù.
- Statue della Carità e della Speranza per il primo altare destro della chiesa di Tavernole sul Mella[2]
- Statua gigante raffigurante San Paolo per la facciata della parrocchiale di Manerbio.

## Luca Giuseppe Calegari
Figlio di Antonio e quindi fratello di Santo Calegari il Giovane nacque nel 1731 e morì nel 1808 circa. Si ricorda per poche opere, soprattutto legate all'attività dei parenti:
- Statua gigante raffigurante San Pietro per la facciata della parrocchiale di Manerbio, da contrapporre a quella del fratello Santo Calegari il Giovane;
- Statue dell'Allegoria del Vizio e Allegoria della Virtù nel palazzo da Porto Breganze a Vicenza, 1770 circa;
- Putto e Mascherone nella fontana del palazzo Appiani a Brescia, 1790 circa.

## Gelfino Calegari

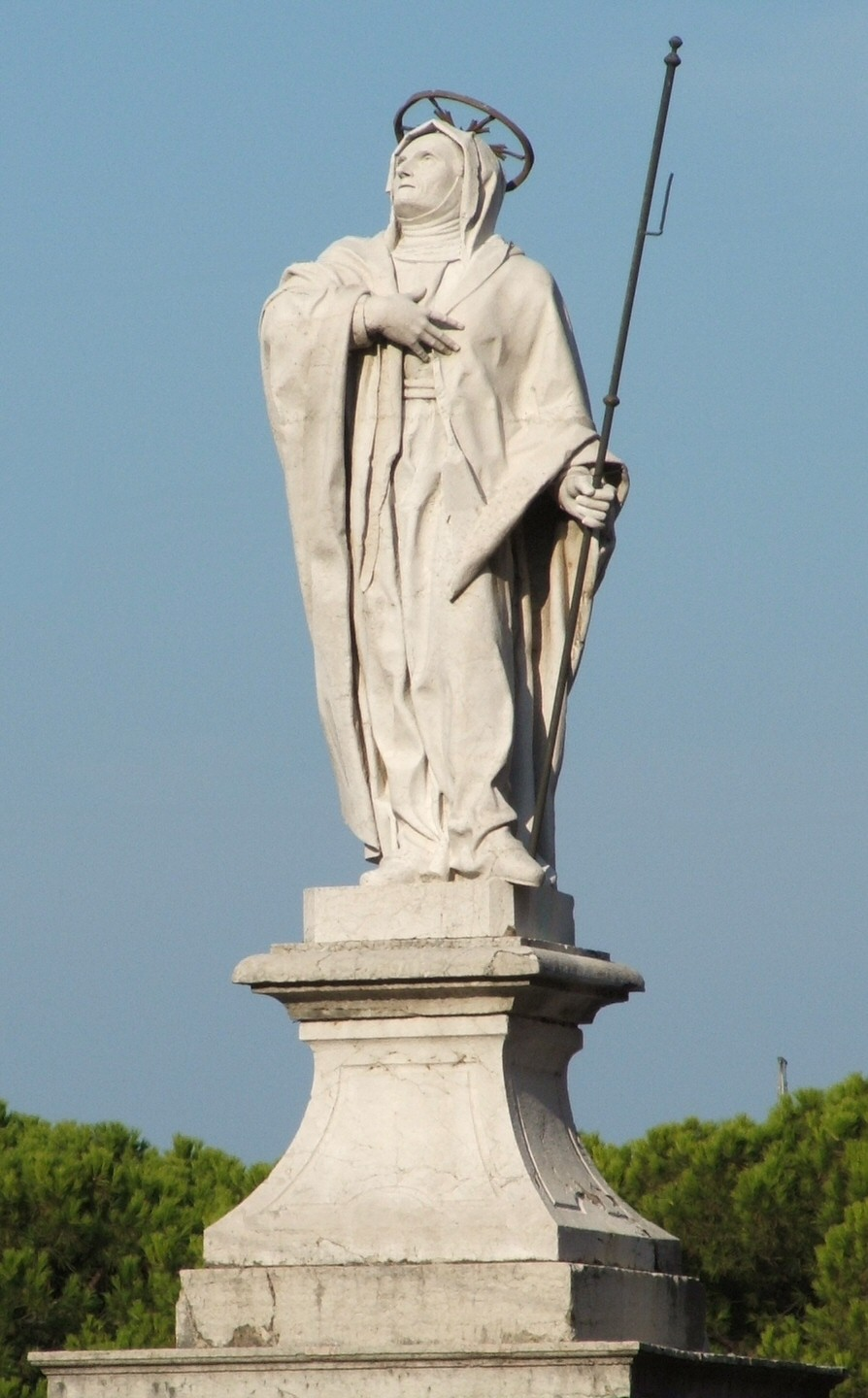
Gelfino Calegari, statua di Sant'Angela Merici a Desenzano del Garda, 1772

Figlio di Alessandro, nacque nel 1737 e morì nel 1793.
È quasi del tutto sconosciuta la sua biografia, ma probabilmente ha sempre vissuto a Bergamo. Fra le poche opere a noi note si ricordano:
- Un gruppo di angeli per l'altare della cappella del Rosario nella chiesa di Alzano Lombardo
- Alcune statue decorative per il sagrato della parrocchiale di Stezzano
- Statua di Sant'Angela Merici a Desenzano del Garda, 1772

## Albero genealogico
|                          |                          |                    |                      |                      |                    |                                |                   |                            |                            |                          |                          |
|                          |                          |                    |                      |                      |                    | CALEGARI                       |                   |                            |                            |                          |                          |
|                          |                          |                    |                      |                      |                    |                                |                   |                            |                            |                          |                          |
|                          |                          |                    |                      |                      |                    |                                |                   |                            |                            |                          |                          |
|                          |                          |                    |                      |                      |                    | Santo il Vecchio 1662-1717     |                   |                            |                            |                          |                          |
|                          |                          |                    |                      |                      |                    |                                |                   |                            |                            |                          |                          |
|                          |                          |                    |                      |                      |                    |                                |                   |                            |                            |                          |                          |
|                          |                          |                    | Alessandro 1699-1765 | Alessandro 1699-1765 |                    |                                |                   |                            | Antonio 1699-1777          | Antonio 1699-1777        |                          |
|                          |                          |                    |                      |                      |                    |                                |                   |                            |                            |                          |                          |
|                          |                          |                    |                      |                      |                    |                                |                   |                            |                            |                          |                          |
| Giambattista 1737?-1773? | Giambattista 1737?-1773? | Pietro 1737?-1773? | Pietro 1737?-1773?   | Gaetano 1734-1781?   | Gaetano 1734-1781? | Gelfino 1737-1793              | Gelfino 1737-1793 | Santo il Giovane 1722-1780 | Santo il Giovane 1722-1780 | Luca Giuseppe 1731-1808? | Luca Giuseppe 1731-1808? |
|                          |                          |                    |                      |                      |                    |                                |                   |                            |                            |                          |                          |
|                          |                          |                    |                      |                      |                    |                                |                   |                            |                            |                          |                          |
|                          |                          |                    |                      |                      |                    | Giuseppe Alessandro 1771-1794? |                   |                            |                            |                          |                          |